# Hōjō Sadaaki
Hōjō Sadaaki (北条貞顕, 1278-4 juillet 1333), membre du clan Hōjō, est le huitième rokuhara Tandai minamikata (chef de second rang de la sécurité intérieure de Kyoto) de 1302 à 1308. Puis treizième rokuhara Tandai kitakata (chef de la sécurité intérieure de Kyoto) de 1311 jusqu'à sa nomination comme douzième rensho (assistant du shikken) de 1315 jusqu'à sa nomination comme quinzième shikken du shogunat de Kamakura pendant une brève période en 1326.
La réalité du pouvoir durant la période de Sadaaki se trouve dans les mains du tokusō (chef du clan Hōjō), Hōjō Takatoki, qui dirige le Japon de 1311 à 1333.
Sadaaki est un des chefs du clan Hōjō durant le siège de Kamakura de 1333. La perte de cette bataille par les Hōjō entraîne la fin du pouvoir de leur clan.

## Source de la traduction
- (nl) Cet article est partiellement ou en totalité issu de l’article de Wikipédia en néerlandais intitulé « Hojo Sadaaki » (voir la liste des auteurs).